# Rittma Urquía Sebastián
Rittma Urquía Sebastián (Cusco, 22 de marzo de 1964) es una educadora intercultural bilingüe y traductora oficial de la lengua yine. Rittma ha sido reconocida por su contribución en la investigación, desarrollo, enseñanza, transmisión y difusión de la cultura y la lengua yine. Según el censo del 2017, solo 2,680 personas han manifestado hablar la lengua yine.
En 2014, asumió el cargo de Secretaria de Economía y formó parte del Consejo Directivo de la Asociación Nacional de Traductores e Intérpretes de lenguas Indígenas u originarias del Perú (ANTRAIN - Perú).

## Reconocimientos
- Homenaje otorgado por la II Feria Internacional del Libro de Cusco.[4]
- Distinción de “Personalidad Meritoria de la Cultura” en el marco del Día Internacional de la Mujer Indígena otorgada por el Ministerio de Cultura.[1]